# Папа Урбан IV
Папа Урбан IV (лат. Urbanus IV; Троа 1185 - Перуђа, 2. октобар 1264) је био 182. папа од 5. септембра 1261. до 2. октобра 1264.